# Hermann Anwander
Hermann Anwander – niemiecki skoczek narciarski.
Wielokrotnie brał udział w Turnieju Czterech Skoczni. Wystąpił w pierwszym historycznym konkursie tego cyklu rozegranym 1 stycznia 1953 w Garmisch-Partenkirchen. Po skokach na 63 i 67 metrów zajął 23. miejsce. 6 stycznia 1955 roku, zajął 20. miejsce w Innsbrucku w trzeciej edycji turnieju. 
Pierwszym TCS, w którym Anwander wystąpił we wszystkich konkursach, był 4. Turniej Czterech Skoczni. Zajął wówczas 13. miejsce w Oberstdorfie, 38. miejsce w Ga-Pa, 19. miejsce w Innsbrucku i 11. miejsce w Bischofshofen. Cały turniej zakończył na dziewiątym miejscu z notą 781,5 pkt.. W następnej edycji skakał tylko w trzech konkursach, przez co zajął dalsze miejsce w klasyfikacji generalnej. Bez większych sukcesów startował w szóstym TCS (najwyższe miejsce to 26., w klasyfikacji generalnej był na 29. pozycji). W siódmej edycji był 17. w klasyfikacji generalnej, a w ósmej edycji powtórzył sukces z 1956, kiedy to był dziewiąty w klasyfikacji generalnej turnieju. W tejże edycji turnieju, Anwander osiągnął swój największy sukces indywidualny – zajął szóste miejsce w Oberstdorfie (30 grudnia 1959). Dwukrotnie wówczas skoczył 72,5 m, a do podium zabrakło mu 3,5 pkt..
Skakał jeszcze w TCS 1960/1961, kiedy zajął 22. miejsce w klasyfikacji generalnej (w każdym z konkursów plasował się w trzeciej dziesiątce). Swój ostatni występ w tychże zawodach zaliczył w kolejnej edycji, która była już dziesiątą. 28 grudnia 1961 roku zajął 40. miejsce w Oberstdorfie po skokach na 64 i 65 metrów. Wyprzedził wówczas 23 zawodników.